# 千原ジュニアのRPM GO!GO!
DUNLOP Presents 千原ジュニアのRPM GO!GO!（ダンロッププレゼンツ ちはらジュニアのアールピーエム ゴー!ゴー!）は、ニッポン放送で2010年10月9日から放送されているラジオ番組である。パーソナリティは千原ジュニア。DUNLOP（住友ゴム工業）の一社提供。
2016年3月26日をもって放送を終了。

## 内容・概要
- 番組は土曜日の夕方に車を運転しているドライバーへ向けての話題や千原ジュニアに最近起きた出来事や疑問に感じている話題を話して、この話題や疑問に関してリスナーからメールでのやりとりで真実を追究する番組である。ジュニアの身の回りで起きた出来事や、かなり自分が神経質であることと、相方で実の兄の千原せいじが自分とは正反対でガサツで人見知りする自分との比較でトークに登場する。しかし兄せいじは絶対にゲストには呼ばないことを明言している。
- 毎週、千原ジュニアの一言から番組がスタートする。Wコロンのねづっちの謎かけをマネして番組スタッフから出されたお題にジュニアならではの回答をする。ねづっちのようなひねりを効かせた回答が出ない場合が多く、「ジュニっちです」の言葉で締めて、そのまま番組がスタートすることが多い。現在は謎かけは無くなり有名人、著名人の誕生日と名言でスタートしている。
- 番組の最後に土曜日の夕方にドライバーに向けて放送している番組なので「お車を運転中の方はこの後も安全運転で」という言葉で締めて番組は放送終了となる。
- コーナーやおたよりなどはメールとハガキで受け付けており、メールでの投稿が多くなる中でハガキの投稿の方が読まれる確率が高くなるとリスナーに呼びかけている。
- いくつかのコーナーはジュニアと仲の良い芸人の行動や言動がきっかけで誕生しているため、コーナーレギュラー、ゲストとして相手役の芸人が登場することがある。
- 原則として、放送する週の月曜日に録音している。ジュニアはオープニングでしばしばこのことに触れる。
- 当初はジュニアの一人喋りだったが、2013年6月から岳人が相手役としてレギュラー出演している。

## 放送時間
- ニッポン放送 - 毎週土曜日17:00 - 17:30

直前に放送しているショウアップナイタースペシャルが延長すると放送がお休みになることがある。
その場合、5時ごろアナウンスが、
放送される。

## コーナー
- すべらん大学

タイヤと同様にすべらない人生を送るべくリスナーやジュニアなどの失敗体験談から学ぶ。このコーナーでは吉本の後輩芸人が週替わりで失敗メール配達人となって登場する。これまでジュニアについてきてラジオに度々登場していた後輩芸人たちが週替わりでジュニアと担当するコーナーである。
失敗メール配達人
パタパタママ　下畑 博文
中村 岳人（元Bコース）　
ツーナッカン　中本 幸一
ちゅ～りっぷ　網本 賢治　
- 家、おれやっ！

「家おれやっ」と突っ込みたくなるシチュエーションを募集するコーナー。主に自己中心的な大人気ない行動をする知り合いを目撃してそれに対して感じたことなど常識外れな出来事に対して千原ジュニアが感想や体験談を語るもの。ポタージュ、ニア！での投稿でわさび抜きのお寿司に関する投稿から千原ジュニアの体験談で男の知り合いがわさび抜きを頼もうとして言ったこの言葉がきっかけで立ち上がったコーナーである。また逆に自分が大人気ないことをしてしまったということで「家、おりたかったわ」という投稿も同時に受け付けている。
- ポタージュ、ニア！

千原ジュニアが「食事にはスープや汁物が欠かせない」というトークから立ち上がったコーナー。中でもコーンポタージュが大好物でコーナータイトルとして採用される。「○○はには××が欠かせない」というリスナーのこだわりを募集するコーナー。またこれとは逆であったら困ることに対して「ポタないジュニア！」として投稿を受け付けている。
- ジュニナビ！気になる～と案内！（不定期で現在も投稿を受付中）

リスナーからメールで寄せられた「行ってみたくなる場所」の情報を紹介するコーナー。この場所はなんでこうなってんだと疑問に感じる場所が多く、レイアウトが変わっているコインパーキングや、いつも閉まっているが何年もお店が存在しているラーメン屋、何回行ってもレンタル中になっているDVDなど、千原ジュニアが紹介する場合とリスナーからの投稿を紹介する場合がある。超ローカルな話題を募集。番組で紹介された場合にジュニナビに登録される。
- タケトプレゼンツ ジュニアの一言

タケトがジュニアと遊んでいる時にジュニアが漏らしたひと言をタケトが発表し褒めちぎる。
- 喜・怒・哀・LOVE

喜、怒、哀、LOVEの中から一つ選びその内容の話を送ってもらう。
- ドライブトゥルー（不定期で現在も投稿を受付中）

車の中で起きたリアルな出来事を募集するコーナー

## 特番
- 千原ジュニアのRPM GO!GO!　大みそかSPECIAL

2010年12月31日（金）16:00 - 17:00放送　2010年を締めくくる1時間スペシャル。
- 千原ジュニアのRPM Go!Go!　年末SPECIAL

2011年12月30日（金）17:30 - 19:00放送
- 千原ジュニアのRPM GO!GO! in 北海道 公開録音

2012年09月16日（日）18:00 - 19:00放送　STVラジオのみ1時間の単発スペシャル放送　ニッポン放送は2012年09月22日、29日に放送。
- DUNLOP WINTER MAXX Presents すべらん大学スペシャル

2012年11月11日（日）15:00 - 15:55放送　北陸放送のみ1時間の単発スペシャル放送　石川県金沢フォーラスでおこなわれたこの番組の公開録音と同じ日に収録されたイベントの模様を北陸放送のみの単発スペシャル　番組のコーナーのすべらん大学のすべらんとスタッドレスタイヤのすべらないを交えたすべらん大学理事長としてジュニアが就任しイベントがおこなわれた。
- 千原ジュニアのRPM GO!GO! in 北陸 公開録音

2012年11月17日（土）14:00 - 15:00放送　北陸放送のみ1時間の単発スペシャル放送　石川県金沢フォーラスでおこなわれた公開収録の模様をまとめて放送。ニッポン放送は2012年11月03日、10日に放送。